# Србија на Зимским олимпијским играма 2014.
Србија је на Зимским олимпијским играма 2014, у Сочију, у Русији учествовала по други пут као самостална држава.
Тим Србије чинило је осморо спортиста, пет мушкараца и три жене у пет спортова: алпском скијању, биатлону, бобу, скијашком трчању и сноубордингу у коме је забележен дебитантски наступ на ЗОИ.
На свечаном отварању заставу Србије носио је Миланко Петровић, једини спортиста Србије који се на овим играма квалификовао у два спорта, биатлону и скијашком трчању. Заставу на церемонији затварања носила је алпска скијашица Невена Игњатовић.

## Учесници по спортовима
| Спорт           | Мушкарци | Жене | Укупно |
| --------------- | -------- | ---- | ------ |
| Алпско скијање  | 1        | 1    | 2      |
| Биатлон         | 1        | 0    | 1      |
| Боб             | 2        | 0    | 2      |
| Скијашко трчање | 2*       | 1    | 3      |
| Сноубординг     | 0        | 1    | 1      |
| Укупно (5)      | 6        | 3    | 9      |

Напомена:* Миланко Петровић обезбедио је наступ и у биатлону и у скијашком трчању и једини ће се такмичити у два спорта, тако да Србија има 9 учесничких квота и 8 спортиста.

## Алпско скијање
| Скијаш/ица       | Дисциплина        | 1. вожња           | 1. вожња           | 2. вожња           | 2. вожња           | Укупно време       | Укупно време       |
| Скијаш/ица       | Дисциплина        | Време              | Поз.               | Време              | Поз.               | Време              | Поз.               |
| ---------------- | ----------------- | ------------------ | ------------------ | ------------------ | ------------------ | ------------------ | ------------------ |
| Марко Вукићевић  | Супервелеслалом М | Н/Д                | Н/Д                | Н/Д                | Н/Д                | 1:23.88            | 48                 |
| Марко Вукићевић  | Велеслалом М      | Није завршио трке  | Није завршио трке  | Није завршио трке  | Није завршио трке  | Није завршио трке  | Није завршио трке  |
| Марко Вукићевић  | Слалом М          | Није завршио трке  | Није завршио трке  | Није завршио трке  | Није завршио трке  | Није завршио трке  | Није завршио трке  |
| Невена Игњатовић | Велеслалом Ж      | 1:22.14            | 29                 | 1:20.32            | 26                 | 2:42.46            | 28                 |
| Невена Игњатовић | Слалом Ж          | Није завршила трку | Није завршила трку | Није завршила трку | Није завршила трку | Није завршила трку | Није завршила трку |

## Биатлон
| Биатлонац        | Дисциплина    | Време   | Промашаја   | Пласман |
| ---------------- | ------------- | ------- | ----------- | ------- |
| Миланко Петровић | Појединачно М | 56:45.4 | 6 (1+2+0+3) | 69      |
| Миланко Петровић | Спринт М      | 27:08.2 | 3 (1-2)     | 69      |

## Боб
Србија има квалификоване две посаде, двосед и четворосед.
| Возачи                           | Дисциплина | 1. трка | 1. трка | 2. трка | 2. трка | 3. трка                 | 3. трка                 | 4. трка                 | 4. трка                 | Укупно                  | Укупно                  |
| Возачи                           | Дисциплина | Време   | Плас.   | Време   | Плас.   | Време                   | Плас.                   | Време                   | Плас.                   | Време                   | Плас.                   |
| -------------------------------- | ---------- | ------- | ------- | ------- | ------- | ----------------------- | ----------------------- | ----------------------- | ----------------------- | ----------------------- | ----------------------- |
| Вук Рађеновић Александар Бундало | Двосед М   | 58.31   | 29      | 58.56   | 29      | Нису завршили такмичење | Нису завршили такмичење | Нису завршили такмичење | Нису завршили такмичење | Нису завршили такмичење | Нису завршили такмичење |

## Скијашко трчање
Дуже дистанце
| Скијаш           | Дисциплина       | Финале            | Финале            | Финале            |
| Скијаш           | Дисциплина       | Време             | Заостатак         | Пласман           |
| ---------------- | ---------------- | ----------------- | ----------------- | ----------------- |
| Миланко Петровић | 15 км класично М | 46:42.2           | +8:12.5           | 77                |
| Миланко Петровић | 50 км слободно М | 1:53:35.1         | +6:39.9           | 50                |
| Рејхан Шмрковић  | 15 км класично М | Није завршио трку | Није завршио трку | Није завршио трку |
| Ивана Ковачевић  | 10 км класично Ж | 45:21.3           | +17:03.5          | 75                |

Спринт
| Скијаш           | Дисциплина | Квалификације | Квалификације | Квалификације | Четвртфинале      | Четвртфинале      | Четвртфинале      | Полуфинале        | Полуфинале        | Полуфинале        | Финале            | Финале            | Финале            |
| Скијаш           | Дисциплина | Време         | Заост.        | Плас.         | Време             | Заост.            | Плас.             | Време             | Заост.            | Плас.             | Време             | Заост.            | Плас.             |
| ---------------- | ---------- | ------------- | ------------- | ------------- | ----------------- | ----------------- | ----------------- | ----------------- | ----------------- | ----------------- | ----------------- | ----------------- | ----------------- |
| Миланко Петровић | Спринт М   | 3:50.20       | +21.85        | 63            | Нису се пласирали | Нису се пласирали | Нису се пласирали | Нису се пласирали | Нису се пласирали | Нису се пласирали | Нису се пласирали | Нису се пласирали | Нису се пласирали |
| Рејхан Шмрковић  | Спринт М   | 4:02.28       | +33.93        | 76            | Нису се пласирали | Нису се пласирали | Нису се пласирали | Нису се пласирали | Нису се пласирали | Нису се пласирали | Нису се пласирали | Нису се пласирали | Нису се пласирали |

## Сноубординг
Србија има обезбеђену једну учесничку квоту у женском паралел слалому и велеслалому.
| Сноубордерка | Дисциплина   | Квалификације | Квалификације | Осмина финала     | Четвртфинале      | Полуфинале        | Финале            | Финале            |
| Сноубордерка | Дисциплина   | Време         | Плас.         | Противница Време  | Противница Време  | Противница Време  | Противница Време  | Плас.             |
| ------------ | ------------ | ------------- | ------------- | ----------------- | ----------------- | ----------------- | ----------------- | ----------------- |
| Нина Мицић   | Велеслалом Ж | 2:04.94       | 27            | Није се пласирала | Није се пласирала | Није се пласирала | Није се пласирала | Није се пласирала |
| Нина Мицић   | Слалом Ж     | 1:08.07       | 31            | Није се пласирала | Није се пласирала | Није се пласирала | Није се пласирала | Није се пласирала |